# Queda do helicóptero da Força de Defesa da Guiana em 2023
Em 6 de dezembro de 2023, um helicóptero Bell 412EP operado pela Forças Armadas da Guiana caiu no oeste da Guiana, resultando na morte de cinco dos sete ocupantes a bordo. A queda ocorreu aproximadamente 30 milhas a leste de Arau, próximo à fronteira venezuelana. Supostamente, o helicóptero estava realizando "operações de fronteira". O acidente ocorreu durante uma crise política entre Guiana e Venezuela relacionada à região da Guiana Essequiba.